# Марінова
Марінова (ест. Marinova), також Марікюла, Марі — село в Естонії, входить до складу волості Меремяе, повіту Вирумаа.